# Castelo de Montpoupon
O Castelo de Montpoupon é um castelo na comuna de Céré-la-Ronde na França.

## História
Inicialmente uma fortaleza medieval, o castelo foi modificado pelos senhores de Prie e Buzançais. Está classificado desde 1930 como monumento histórico pelo Ministério da Cultura da França.